# Cantone di Taverny
Il Cantone di Taverny è una divisione amministrativa dell'arrondissement di Pontoise.
A seguito della riforma complessiva dei cantoni del 2014 è passato da 5 a 4 comuni.

## Composizione
Prima della riforma del 2014 comprendeva i comuni di:
- Bessancourt
- Béthemont-la-Forêt
- Chauvry
- Frépillon
- Taverny

Dal 2015 comprende i comuni di:
- Beauchamp
- Bessancourt
- Pierrelaye
- Taverny